# Долина на авлигите
Долината на авлигите е живописна долина, образувана от малка река, в град Каварна, северната част на българското Черноморие.
Долината започва от центъра на града и се спуска до Черно море. Пристанищно-курортната част на Каварна е построена около залив, в който завършва Долината на авлигите.
Прорязаните варовикови скали и целият бряг са изключително живописни, особено ако се погледнат от вътрешността на морето.